# Australoonops
Genre
Australoonops est un genre d'araignées aranéomorphes de la famille des Oonopidae.

## Distribution
Les espèces de ce genre se rencontrent en Afrique du Sud et au Mozambique.

## Liste des espèces
Selon World Spider Catalog (version 15.0, 2014) :
- Australoonops granulatus Hewitt, 1915
- Australoonops haddadi Platnick & Dupérré, 2010
- Australoonops skaife Platnick & Dupérré, 2010

## Publication originale
- Hewitt, 1915 : Descriptions of new South African Arachnida. Records of the Albany Museum, Grahamstown, vol. 3, p. 70-106.